# Estratosfera

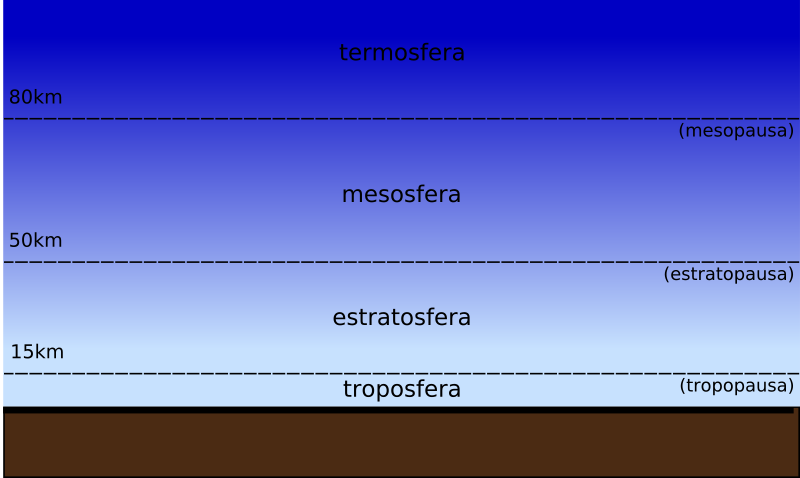
Diagrama simplificado das camadas da atmosfera.

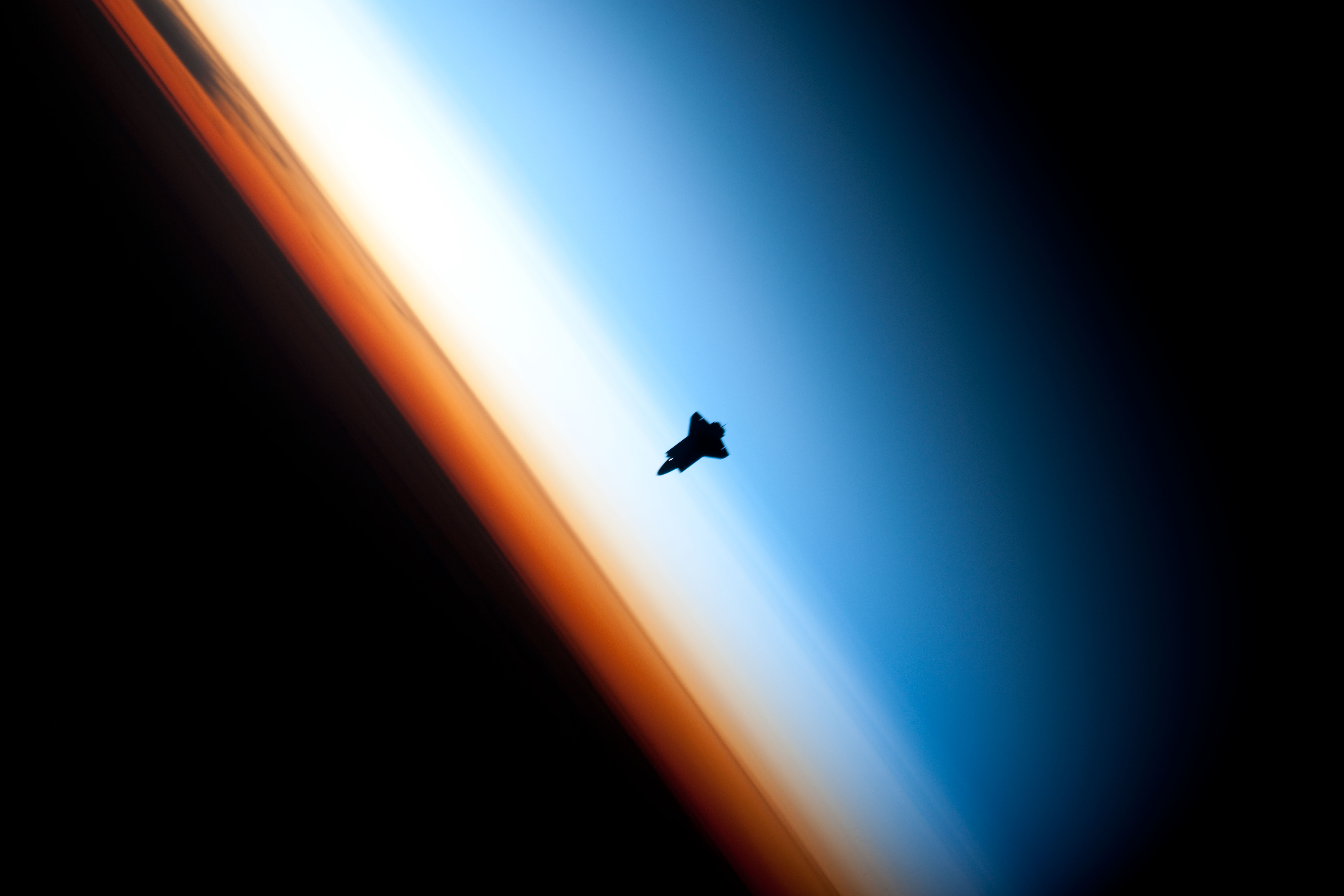
O ônibus espacial Endeavour entre a estratosfera e a mesosfera.

A estratosfera caracteriza-se pelos movimentos de ar em sentido horizontal, tem sua base situada entre 7 e 17 km da superfície e seu topo, aproximadamente a 50 km de altitude, sendo a segunda camada da atmosfera, compreendida entre a troposfera e a mesosfera. A temperatura aumenta com a altura (de -50 a 10 °C). Apresenta pequena concentração de vapor de água e temperatura constante próximo à região limítrofe, denominada estratopausa. Muitos aviões a jato circulam na estratosfera porque esta é muito estável. É nesta camada que começa a difusão da luz solar (que origina o azul do céu).
Na sua parte inferior, flui uma corrente de ar fria em jato, conhecida como jet stream, que exerce influência na meteorologia das zonas temperadas; a aproximadamente trinta quilómetros, encontra-se a ozonosfera, onde moléculas de ozono absorvem a radiação ultravioleta do Sol devido a reações fotoquímicas, filtrando-as e protegendo-nos dos seus efeitos nocivos. Neste ponto da estratosfera, o ar aquece até a temperatura atingir cerca de 10 °C. Na estratosfera existem as nuvens de madrepérola, que são formadas pela capa de ozono, que costuma ser muito estável, principalmente no espaço compreendido entre a tropopausa e a camada de ozono.